# فانيسا براينت
فانيسا ماري براينت أو فانيسا أوربيتا كورنيجو (لين سابقًا؛ ولدت فانيسا في (5 مايو 1982) هي فاعلة خير أمريكية، ومديرة تنفيذية للأعمال، وعارضة أزياء سابقة. أصبحت شخصية عامة بعد زواجها من لاعب كرة السلة كوبي براينت. أسسوا مؤسسة كوبي وفانيسا براينت في عام 2007 لتقديم منح دراسية لطلاب كلية الأقليات في جميع أنحاء العالم. يقود براينت مؤسسة مامبا ومامباسيتا الرياضية لدعم الأطفال الرياضيين المحتاجين. هي الرئيس والمدير التنفيذي لشركة Granity Studios.

## نشأتها
ولدت فانيسا أوربيتا كورنيجو في 5 مايو 1982 في لوس أنجلوس. هي لاتينية من أصول مكسيكية وأيرلندية وإنجليزية وألمانية. انفصل والداها عندما كانت طفلة. بعد طلاق والديها، انتقل والدها البيولوجي إلى باها كاليفورنيا. لديها أخت كبرى اسمها صوفي. كانت والدتها كاتبة شحن في شركة إلكترونيات. في عام 1990، تزوجت والدتها من ستيفن لين، الذي كان مديرًا متوسطًا في نفس شركة الإلكترونيات التي عملت بها. بدأت في الذهاب إلى لين بعد الزواج وغيرت اسمها رسميًا إلى فانيسا ماري لين في عام 2000، على الرغم من عدم تبنيها رسميًا من قبل زوج والدتها.
كان منزل عائلتها في جاردن جروف، كاليفورنيا، وقد أقامت مع جدها روبرت لين في هنتنغتون بيتش، كاليفورنيا. التحقت بمدرسة مارينا الثانوية. كانت مشجعة ونشطة في نادي المسرح في مدرستها الثانوية.
في أغسطس 1999، حضرت لين وصديقتها روينا إيريفج حفلة هيب هوب في مدرج إيرفين ميدوز. تم الاتصال بهم من قبل شركة وعرضت عليهم العمل كإضافات فيديو موسيقي وراقصين احتياطيين. ظهر Laine لاحقًا في مقاطع فيديو موسيقية لفنانين من بينهم Krayzie Bone وSnoop Dogg. رافقتها والدتها في براعم. في نوفمبر 1999، التقت لين بزوجها المستقبلي كوبي براينت على مجموعة الفيديو الموسيقي لأغنية "G'd Up". تسببت العلاقة رفيعة المستوى في حدوث اضطرابات في مدرستها الثانوية، مما دفع لين إلى إكمال سنتها الأخيرة في المنزل كدراسة مستقلة. تخرجت من المدرسة الثانوية عام 2000 مع مرتبة الشرف.

## حياتها المهنية والعمل الخيري
في عام 2007، أسست براينت وزوجها مؤسسة VIVO التي تم تغيير اسمها لاحقًا إلى مؤسسة كوبي وفانيسا براينت. إنها مؤسسة خيرية تدعم زيادة المنظور العالمي بين الشباب. تقدم المنح الدراسية لطلاب كلية الأقليات والشباب الآخرين في جميع أنحاء العالم. تعاونت المؤسسة الخيرية مع مؤسسة Make-A-Wish.
كانت براينت وزوجها متبرعين مؤسسين للمتحف الوطني للتاريخ والثقافة الأمريكيين من أصل أفريقي.
في عام 2020، بعد وفاة كوبي، غيرت براينت اسم مؤسسة مامبا الرياضية لزوجها إلى مؤسسة مامبا ومامباسيتا الرياضية تكريما لابنتها. ودعما للأطفال الرياضيين الفقراء. في مايو 2021، أطلقت براينت مجموعة ملابس مامباسيتا تكريما لابنتها جيانا. الخط في شراكة مع علامة تجارية مملوكة للنساء، Dannijo وجميع العائدات تذهب نحو مؤسسة Mambacita Sports Foundation.
براينت هي الرئيس والمدير التنفيذي لشركة Granity Studios.
يعمل براينت مع Baby2Baby لتقديم الدعم للنساء والأطفال الذين يعانون من الفقر. في حفل Baby2Baby لمدة 10 سنوات في نوفمبر 2021، حصلت على جائزة العمل الخيري.
في 8 فبراير 2022، خلال برنامج Sports Power Brunch: الاحتفال بأقوى النساء في الرياضة، حصلت براينت على جائزة Be Your Own Champion لقيادتها لمؤسسة Mambacita Sports Foundation.

## حياتها الخاصة

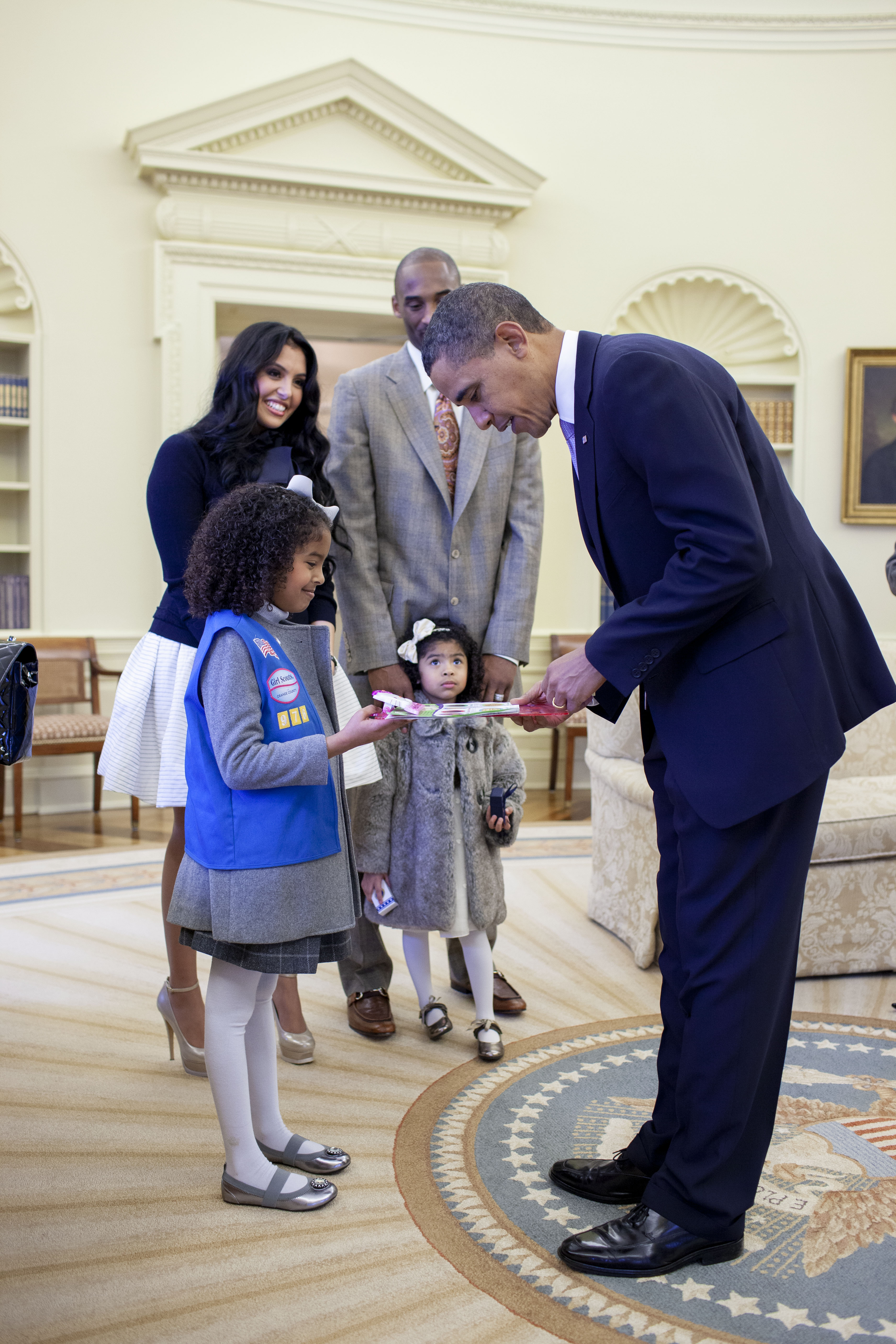
آل براينتس والرئيس الأمريكي باراك أوباما في المكتب البيضاوي عام 2010

بعد ستة أشهر من الاجتماع، كان لين وكوبي براينت مخطوبين. تضمنت خاتم خطوبتها ماسة عيار 7 قيراط. تزوجا في 18 أبريل 2001. حفل الزفاف الخاص حضره ما يقرب من اثني عشر شخصًا وتم عقده في كنيسة سانت إدوارد الرومانية الكاثوليكية في دانا بوينت، كاليفورنيا. بعد الزواج، أخذت اسمه الأخير، لتصبح فانيسا ماري براينت.
في يوليو 2002، تقدمت والدة براينت وزوجها بطلب للطلاق. في يناير 2003، أنجبت براينت ناتاليا ديامانتي.
خلال قضية الاعتداء الجنسي ضد زوجها عام 2003، دافعت براينت عنه قائلة «أعرف أن زوجي ارتكب خطأ الزنا». بعد بضعة أيام، تلقت 4 ملايين دولار أرجواني عيار 8 قيراط خاتم من الماس أدى إلى تكهنات بأن هذا كان هدية لدعمها. وفقًا لديفيد ك.ويغينز، أستاذ الدراسات الرياضية، كان زوجها قد كلف الحلبة قبل شهرين.
كان لبراينت تأثير قوي على زوجها. كانت محور تكهنات الصحف الشعبية. في عام 2004، اتهم براينت لاعب ليكرز كارل مالون بالتصرف بشكل غير لائق تجاهها. اعتذرت مالون في وقت لاحق بينما رفضت تمريرها لها. نشرت Sports Illustrated قصة بعنوان Vanessa-Gate عن «الصيد الجائر للزوجة» بقلم مالون. وصف كاتب عمود آخر براينت بأنه يوكو أونو الجديد وكانت موضوع محاكاة ساخرة ساترداي نايت لايف. تم تكريمها من قبل المؤيدين لتحديها لثقافة الاتحاد الوطني لكرة السلة للتسامح مع tomcatting.
بسبب الحمل خارج الرحم، عانى براينت من إجهاض في ربيع عام 2005. ولدت ابنتها الثانية، جيانا ماريا أونوري (المشار إليها أيضًا باسم «جيجي»)، في مايو 2006.
في عام 2009، رفعت مدبرة منزلها، ماريا خيمينيز، دعوى قضائية ضد براينت، التي زعمت أنها أساءت إليها لفظيًا وأهانتها أثناء عملها في منزلهم في نيوبورت كوست. ونفى براينت تلك المزاعم ووجه انتقادات لخيمينيز لخرقه اتفاق السرية.
في 16 ديسمبر 2011، تقدم براينت بطلب الطلاق من كوبي مشيرًا إلى خلافات لا يمكن التوفيق بينها. أثار هذا تكهنات بشأن التداعيات المالية لكوبي، حيث قدر البعض أن براينت سيحصل على 75 مليون دولار. بعد ثلاثة عشر شهرًا، ألغى براينت الطلاق. في أبريل 2016، وصف ديفيد وارتون وناثان فينو من صحيفة لوس أنجلوس تايمز براينت بأنه شخصية عامة متناقضة و «مستقطبة في بعض الأحيان».
في أوائل ديسمبر 2016، أنجبت براينت ابنة ثالثة، وفي يناير 2019، أعلن الزوجان براينتس أنهما يتوقعان ابنة رابعة. ولدت في يونيو 2019.
في 26 يناير 2020، توفي زوج براينت وابنتهما جيجي في حادث تحطم مروحية كالاباساس. تقاضي مقاطعة لوس أنجلوس بتهمة انتهاك الخصوصية والإهمال بسبب التقاط صور لضحايا الحادث ومشاركتها بشكل غير لائق. تم تحديد موعد المحاكمة في 22 فبراير 2022.

## وصلات خارجية
- فانيسا براينت في قاعدة بيانات الأفلام على الإنترنت